# Hilbesheim
Hilbesheim ist eine französische Gemeinde mit 615 Einwohnern (Stand 1. Januar 2022) im Département Moselle in der Region Grand Est (bis 2015 Lothringen). Sie gehört zum Arrondissement Sarrebourg-Château-Salins und zum Kanton Sarrebourg (bis 2015: Kanton Fénétrange).

## Geografie
Hilbesheim liegt fünf Kilometer nordöstlich von Sarrebourg an der Grenze zum Département Bas-Rhin auf einer Höhe zwischen 257 und 337 m über dem Meeresspiegel. Das Gemeindegebiet umfasst 7,57 km².
Zur Gemeinde Hilbesheim gehören die beiden Höfe Ferme Bellevue (Kastelwalderhof) und Vieux-Moulin (Altmühle).

## Geschichte
Das Dorf wurde 713 erstmals als Cilbociaga erwähnt und hieß bis 1869 noch Hilbichheim. 1766 kam es zu Frankreich, von 1871 bis 1918 zum Deutschen Reich und seit 1919 wieder zu Frankreich.
Wappen: die silbernen Streifen auf blauem Grund stehen für die Herren von Fénétrange, die roten Streifen auf silbernem Grund für die Herren von Croÿ. Beide Herrschaften waren in Hilbesheim begütert.

### Bevölkerungsentwicklung
| Jahr      | 1962 | 1968 | 1975 | 1982 | 1990 | 1999 | 2007 | 2019 |
| Einwohner | 428  | 432  | 473  | 469  | 472  | 515  | 600  | 617  |

## Sehenswürdigkeiten

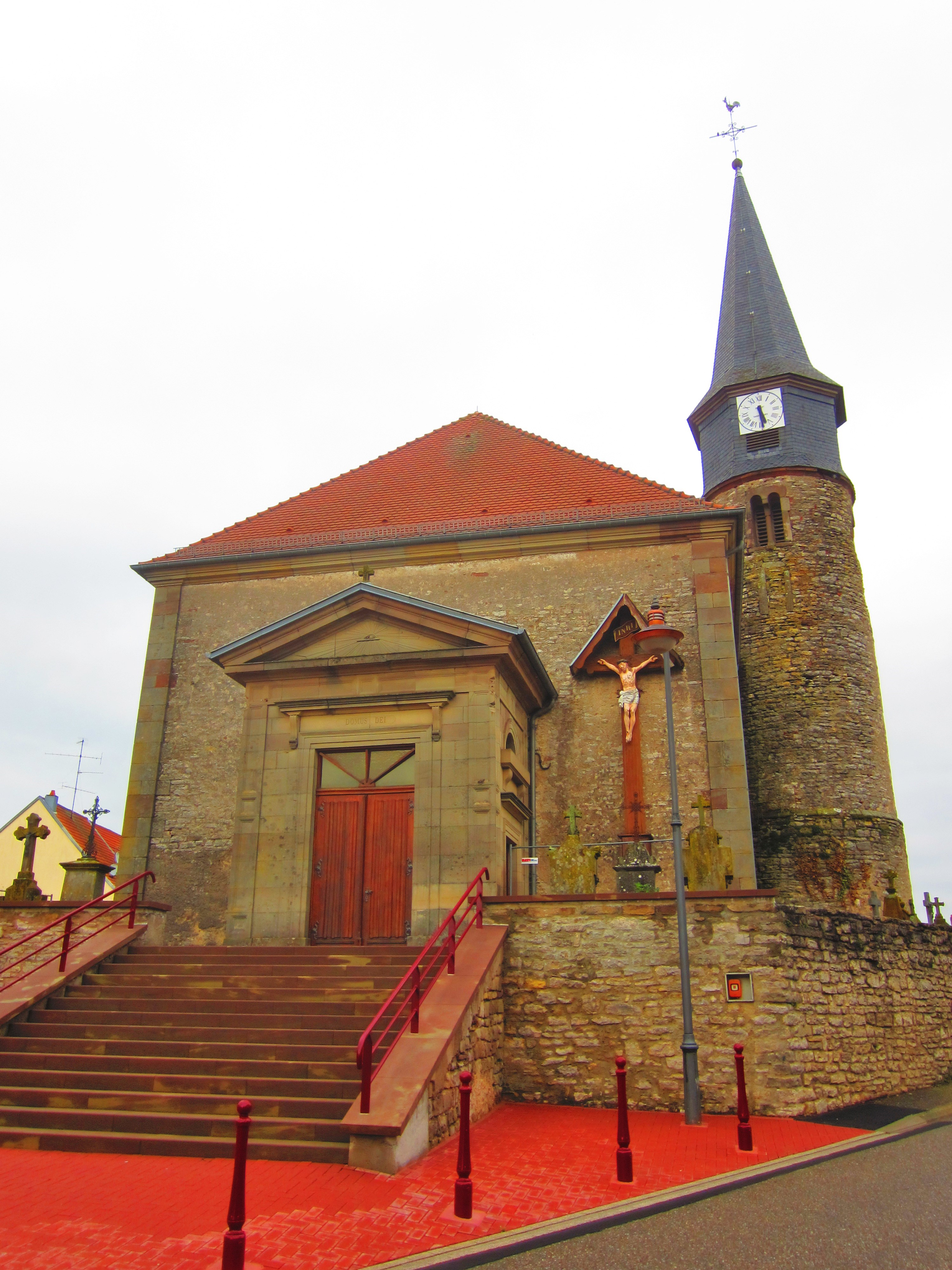
Kirche Saint-Brice
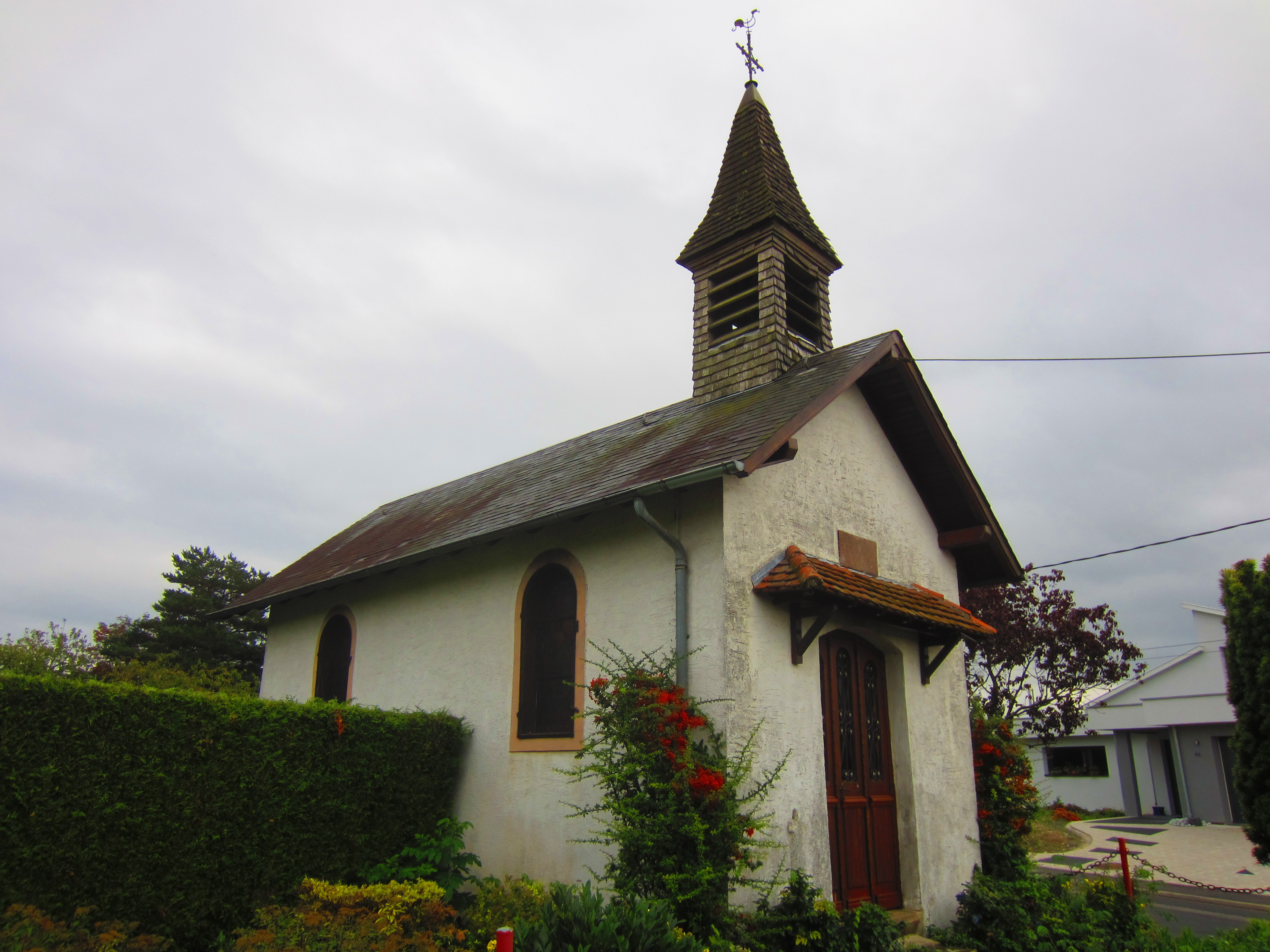
Kapelle Sainte-Anne
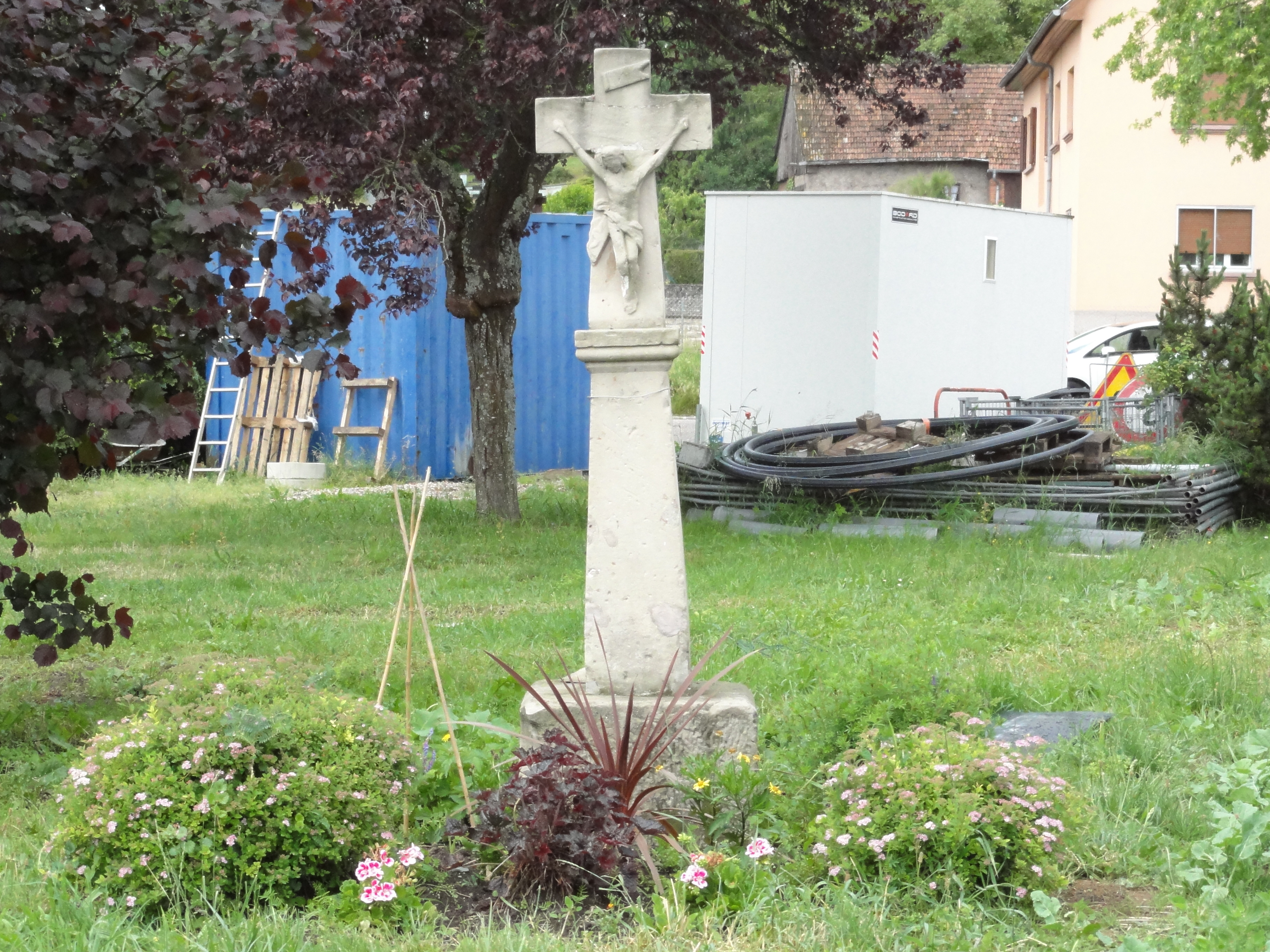
Eines der Wegkreuze

## Belege
1. ↑  Wappenbeschreibung auf genealogie-lorraine.fr (französisch)